# Benyik György publikációinak listája
Benyik György publikációinak listája

## Bibliográfia

### Konferenciakötetek szerkesztése (24 kötet)
- 1. Apokalipszis. A föltámadás. Biblikus konferencia 1991–1992. Szeged; JATEPress, 1993
- 2. Az apostolok cselekedetei. Szent Pál levelei a korintusiakhoz. Biblikus konferencia 1993–1994. Szeged; JATEpress, 1995
- 3. A messiási kérdés. Szegedi Biblikus Konferencia 1995. Szeged; JATEpress, 1997
- 4. Gyermekségtörténet és mariológia. Szegedi Biblikus Konferencia 1996. Szeged; JATEPress, 1997
- 5. Példabeszédek. Szegedi Biblikus Konferencia 1997. Szeged; JATEPress, 1998
- 6. Csoda-elbeszélések. Szegedi Biblikus Konferencia 1998. Szeged; JATEPress, 2000
- 7. Qumran és az Újszövetség. Szegedi Biblikus Konferencia 1999. Szeged; JATEPress, 2001
- 8. Hatalom és Karizma. Szegedi Biblikus Konferencia 2000. Szeged; JATEPress, 2003
- 9. A szeretet missziója. Szegedi Biblikus Konferencia 2001. Szeged; JATEPress, 2005
- 10. Vallási személyiségek és hatásuk a társadalomra. Szegedi Biblikus Konferencia 2002. Szeged; JATEPress, 2005
- 11. Világi közösség – vallási közösség. Szegedi Nemzetközi Biblikus Konferencia 2003. Szeged; JATEPress, 2004
- 12. A szeretet Missziója Szeged; JATEpress, 2005
- 13. A Biblia értelmezése. Nemzetközi Biblikus Konferencia 2004. Szeged; JATEPress, 2005
- 14. Vallási személyiségek és hatásuk a társadalomra Szeged; JATEpress; 2005
- 15. Szenvedéstörténet. Nemzetközi Biblikus Konferencia 2005. Szeged; JATEPress, 2006
- 16. Mózes törvénye, Krisztus törvénye. Szegedi Nemzetközi Biblikus Konferencia 2006. Szeged; JATEPress, 2007
- 17. A Biblia és a Korán. Szegedi Nemzetközi Biblikus Konferencia 2007. Szeged; JATEPress, 2008
- 18. Zsoltárok, himnuszok, imádságok. Szegedi Nemzetközi Biblikus Konferencia 2008. Szeged, JATEPress, 2009
- 19. Szent Pál és a pogány irodalom. Szegedi Nemzetközi Biblikus Konferencia 2009. Szeged; JATEPress, 2010
- 20. „Testben élünk”. Szegedi Nemzetközi Biblikus Konferencia 2010. Szegedó; JATEPress, 2011
- 21. Isteni bölcsesség – emberi tapasztalat. Szegedi Nemzetközi Biblikus Konferencia 2011. Szeged; JATEPress, 2012
- 22. Jézustól Krisztusig. 24. Nemzetközi Biblikus Konferencia (2012). Szeged; JATEPress, 2013
- 23. The Bible and Economics. International Biblical Conference XXV (2013). Szeged; JATEPress, 2014
- 24. Gyűlölet és kiengesztelődés. 26. Szegedi Nemzetközi Biblikus Konferencia (2015. augusztus 27-29). Szeged; JATEPress, 2016

### Szegedi Bibliakommentár (Újszövetség) sorozat szerkesztése (11 kötet)
- 1. Daniel J. Harrington, SJ, Evangélium Szent Máté szerint. Kecskemét–Pannonhalma, 1993. (114 o.)
- 2. Philip Van Linden, CM, Evangélium Szent Márk szerint. Kecskemét–Pannonhalma, 1993. (88 o.)
- 3. Jerome Kodell, OSB, Evangélium Szent Lukács szerint. Kecskemét–Pannonhalma, 1993. (131 o.)
- 4. Neal M. Flanagan, OSM, Evangélium Szent János szerint és János levelei. Kecskemét–Pannonhalma, 1992. (141 o.)
- 5. William S. Kurz, SJ, Az apostolok cselekedetei. Kecskemét–Pannonhalma, 1992. (110 oldal)
- 6. John J. Pilch, A Galatákhoz és a Rómaiakhoz írt levél. Kecskemét–Pannonhalma, 1994. (89 o.)
- 7. Daniel J. Harrington, SJ, Mary Ann Getty, RSM, A Korintusiakhoz írt első és második levél. Kecskemét – Pannonhalma, 1994. (127 o.)
- 8. Ivan Havener, OSB, 1. Tesszalonikai, Filippi, Filemon, 2. Tesszalonikai, Kolosszei és Efezusi levél. Kecskemét – Pannonhalma, 1995. (112 o.)
- 9. Jerome H. Neyrey, SJ, A Timóteushoz írt I. és II., a Tituszhoz írt levél, Jakab levele, Péter I. és II. levele, Júdás levele. Kecskemét – Pannonhalma, 1995. (120 o.)
- 10. George W. MacRae, SJ, A zsidókhoz írt levél. Kecskemét – Pannonhalma, 1996. (56 o.)
- 11. Pheme Perkins, A Jelenések Könyve. Kecskemét – Pannonhalma, 1996. (94 o.)

### Saját könyvek (21 kötet)
- 1. Bevezetés az ószövetségi Szentírásba. Szeged, 1988. (105 o.)
- 2. Ószövetségi egzegézis I. A teremtés és A kivonulás könyve. Szeged, 1990. (122 o.)
- 3. Bevezetés az Újszövetségi Szentírásba. Szeged, 1991. (143 o.)
- 4. Újszövetségi egzegézis I. Evangéliumi hagyomány. Szeged, 1991. (120 o.)
- 5. Újszövetségi egzegézis II. A páli és a jánosi hagyomány. Szeged, 1992. (156 o.)
- 6. Ószövetségi egzegézis II. A messiási eszme. Szeged, 1993. (164 o.)
- 7. Tesztkönyv az Ószövetségi és az Újszövetségi Szentírás szövegéhez. Szeged, 1994. (200 o.)
- 8. Az Újszövetségi Szentírás keletkezés- és kutatástörténete I. Introductio Generalis. Szeged; JATEPress, 1995. (250 o.)
- 9. Az Újszövetségi Szentírás keletkezés- és kutatástörténete II. Introductio Specialis. Szeged; JATEPress, 1996. (447 o.)
- 10. Az Újszövetségi Szentírás keletkezés- és kutatástörténete. Szeged; JATEPress, 2011. (702 o.)
- 11. A magyarországi biblikus irodalom a kezdetektől 1997-ig. Szeged; JATEPress, 2000. (340 o.)
- 12. Magyar biblikusok lexikona; JATEPress, Szeged, 2016
- 13. Igézők „B”. Szeged; Agape, 2005. (200 o.)
- 14. Igézők „C”. Szeged; Agape, 2006. (222 o.)
- 15. Igézők „A”. Szeged; Agape, 2007. (224 o.)
- 16. Igéző leckék „B”. Szeged; Agape, 2009. (208 o.)
- 17. Igéző leckék „C”. Szeged; Agape, 2009. (216 o.)
- 18. Igéző leckék „A”. Szeged; Agape, 2010. (216 o.)
- 19. Igéző olvasmányok „A”. Szeged; Agape, 2014. (198 o.)
- 20. Igéző olvasmányok „B”. Szeged; Agape, 2014. (196 o.)
- 21. Igéző olvasmányok „C”. Szeged; Agape, 2012. (200 o.)

### Tanulmányok

#### 1992
- 1. „Biblikus irodalom 1974–1991”. In: Benyik György [szerk.]: Apokalipszis. A föltámadás. Szegedi Biblikus Konferencia 1991–1992. Szeged; JATEPress, 1993. 141–159.

#### 1994
- 2. „Rasi egy keresztény szemével”. In: Benyik György [szerk.]: Az apostolok cselekedetei
- 3. Szent Pál levelei a korintusiakhoz. Szegedi Biblikus Konferencia 1993–1994. Szeged; JATEPress, 1995. 77–87.

#### 1995
- 4. „A korakeresztény szövegek és vallástörténeti párhuzamaiknak összevetése a Korintusi levelekben”. In: Benyik György [szerk.]: Az apostolok cselekedetei. Szent Pál levelei a korintusiakhoz. Szegedi Biblikus Konferencia 1993–1994. Szeged; JATEPress, 1995. 191–207.
- 5. „A rabbinikus irodalom és az Újszövetség”. In: Benyik György [szerk.]: A messiási kérdés. Szegedi Biblikus Konferencia 1995. Szeged; JATEPress, 1997. 87–102.

#### 1996
- 6. „Mária az apokrif irodalomban”. In: Benyik György [szerk.]: Gyermekségtörténet és mariológia. Szegedi Biblikus Konferencia 1996. Szeged; JATEPress, 1997. 119–124.

#### 1997
- 7. „A Jézus-irodalom néhány műfaja a teológiai irányzatok fényében”. In: Írások Péter László 70. születésnapjára. Szeged; 1996. 9–39.

#### 1998
- 8. „Lőw Immanuel a magyar történelem nagyjairól – prédikációi alapján”. In: Somogyi Könyvtár kiadványai. Szeged, 1998
- 9. „Magyar Bibliafordítások”. In: Xeravits Géza [szerk.]: Studia Biblica Athanasiana. Nyíregyháza; 1998. 9–39.
- 10. „Ein Beitrag zur Geschichte der ungarischen Bibelübersetzungen”. In: Jože Krašovec [ed.]: Interpretation of the Bible. Ljubljana; Sheffield Academic Press, 1998. 1243–1283.
- 11. „Hungarian Bible Translations”. In: Folia Theologica. Vol. 9. Budapest; Marton Aron Publishing House, 1998. 213–244.

#### 1999
- 12. „A Qumran-kutatás újszövetségi vonatkozásai”. In: Benyik György [szerk.]: Qumran és az Újszövetség. Szegedi Biblikus Konferencia 1999. Szeged; JATEPress, 2001. 103–108.
- 13. „Az Intertestamentális kor irodalmának néhány jellemző sajátossága”. In: Hagyomány és előzmény. Acta Theologica Papensia 2. Pápa; Pápai Református Teológiai Akadémia, 1999. 11–19.

#### 2001
- 14. „A zsidó Jézus”. In: Szécsi József [szerk.]: Keresztény–Zsidó Teológiai Évkönyv 2001. Budapest; Keresztény–Zsidó Társaság, 2002. 19–31.

#### 2002
- 15. „Qohelet”. In: Keresztény–Zsidó Teológiai Évkönyv. Budapest, 2002.
- 16. „A Biblia és a nevetés”. In: Kiss Ernő [szerk.]: Szegedtől Szegedig Antológia. Szeged; Bába Kiadó, 2002. 323–330.

#### 2003
- 17. „A közösségszemlélet formálódása a Bibliában”. In: Benyik György [szerk.]: Világi közösség – vallási közösség. Szegedi Nemzetközi Biblikus Konferencia 2003. Szeged; JATEPress, 2004. 19–36.
- 18. „Mózes a zsidó és a keresztény Bibliában”. In: Szécsi József [szerk.]: Keresztény–Zsidó Teológiai Évkönyv 2003. Budapest; Keresztény–Zsidó Társaság, 2004.
- 19. „A zsidók Jézusa”. In: Kiss Ernő [szerk.]: Szegedtől Szegedig Antológia. Szeged; Bába Kiadó, 2003. 271–280.

#### 2004
- 20. „A Biblia zsidó magyarázatának vázlatos története az Amorakig”. In: Benyik György [szerk.]: A Biblia értelmezése. Nemzetközi Biblikus Konferencia 2004. Szeged; JATEPress, 2005. 13–22.
- 21. „Héber nyelvi kultúra a keresztény egyházban”. In: Szécsi József [szerk.]: Keresztény–Zsidó Teológiai Évkönyv 2004. Budapest; Keresztény–Zsidó Társaság, 2005
- 22. „Jézus néhány erdélyi költő versében”. In: Kiss Ernő [szerk.]: Szegedtől Szegedig Antológia. Szeged; Bába Kiadó, 2004. 237–243.

#### 2005
- 23. „A Passió kánoni és apokrif szövegei”. In: Benyik György [szerk.]: Szenvedéstörténet. Nemzetközi Biblikus Konferencia 2005. Szeged; JATEPress, 2006. 13–27.
- 24. „Ó- az Új-ban. A Tóra értelmezése a korai keresztény hagyományban”. In: Szécsi József [szerk.]: Keresztény–Zsidó Teológiai Évkönyv 2005. Budapest; Keresztény–Zsidó Társaság, 2006. 7–35.
- 25. „Fénnyel írt evangéliumok”. In: Veszelka Attila [szerk.]: Szegedtől Szegedig Antológia. Szeged; Bába Kiadó, 2005. 230–246.
- 26. „A biblia a zsidók szent könyve”. In: Pál József [szerk.]: Világirodalom. Budapest; Akadémiai Kiadó, 2005. 32–40.
- 27. „A keresztény Biblia”. In: Pál József [szerk.]: Világirodalom. Budapest; Akadémiai Kiadó, 2005. 115–119.

#### 2006
- 28. „Értékrendszer a hegyről”. In: Benyik György [szerk.]: Mózes törvénye, Krisztus törvénye. Szegedi Nemzetközi Biblikus Konferencia 2006. Szeged; JATEPress, 2007. 13–32.
- 29. Moral Code from the Mountain. Effective History of Decaloges (Ex 20:1–19). In: Sacra Scriptura. Cluj-napoca; 2005/1–2. 5–35.
- 30. „A Biblia tanítása, olvasása”. In: Veszelka Attila [szerk.]: Szegedtől Szegedig Antológia. Szeged; Bába Kiadó, 2006. 291–311.
- 31. „Katolikus teológusképzés”. In: Katolikus Kincses kalendárium 2006. Szeged; Agape, 2007. 144–160.

#### 2007
- 32. „A Biblia és a Korán keletkezése és magyarázata”. In: Benyik György [szerk.]: A Biblia és a Korán. Szegedi Nemzetközi Biblikus Konferencia 2007. Szeged; JATEPress, 2008. 71–88.
- 33. „Kódex-vándorlás keletről nyugatra”. In: Tandi Lajos [szerk.]: Szegedtől Szegedig Antológia. Szeged; Bába Kiadó, 2007. 294–307.
- 34. „Ó az Újban”. In: Gaudium et Corona. Tanulmánykötet Takács Zoltán tiszteletére. Kormárno, 2007. 168–191.

#### 2008
- 35. ”Bibliai imádságok [...] . In: Benyik György [szerk.]: Zsoltárok, himnuszok, imádságok. Szegedi Nemzetközi Biblikus Konferencia 2008. Szeged; JATEPress, 2009. 11–18.
- 36. „A Biblia régészeti kutatásának korszakai”. In: Katolikus Kincses Kalendárium 2008. Szeged; Agape, 2008. 81–104.
- 37. „Júdás tettének átértelmezése”. In: Katolikus Kincses Kalendárium 2008. Szeged; Agape, 2008. 105–112.
- 38. „The Old Testament quoted in the New Testament. The Interpretation of the Torah in the Early Christian tradition”. In: With Wisdom as a Robe: Qumran and Other Jewish Studies in Honour of Ida Fröhlich. Shaffiled, 2008. 384–394.
- 39. „Erdélyi fohász Jézushoz”. In: Bodó Márta [szerk.]: Örökérvényű igazságaink. Emlékkönyv Jakab Gábor 70. születésnapjára. Kolozsvár; Verbum, 2008. 142–152.
- 40. „A Biblia kutatása a kora reneszánszban”. In: Tandi Lajos [szerk.]: Szegedtől Szegedig Antológia. Szeged; Bába Kiadó, 2008. 2. kötet 281–291.

#### 2009
- 41. „Angol szentek”. In: Katolikus Kincses Kalendárium 2009. Szeged; Agape, 2009
- 42. „Pál leveleinek olvasása”. In: Szegedtől Szegedig Antológia. Szeged; Bába Kiadó, 2009
- 43. „A Vulgata latinjától a héber és a görög kritikai szövegig. A Biblia szövegének kutatása a kora reneszánszban”. In: Út, Igazság, Élet. Biblikus tanulmányok. Budapest; Szent Jeromos Katolikus Bibliatársulat, 2009. 9–21.

#### 2010
- 44. „Evangéliumi utalások Jézus testi megnyilvánulására”. In: Benyik György [szerk.]: „Testben élünk”. Szegedi Nemzetközi Biblikus Konferencia 2010. Szeged; JATEPress, 2011. 27–38.
- 45. „Beda Venerabilis, a ‘pontifex’”. In: Marton J., Oláh Z., Kovács F. Zs. [szerk.]: Itt vagyok, engem küldj! Tanulmányok a papságról. Budapest; Szt. István Társulat–Kolozsvár; Verbum, 2010. 256–271.
- 46. „Az angol szentek”. In: Katolikus Kincses Kalendárium. Szeged; Agape 2010> 101–112.
- 47. „Kálvin és a Biblia”. In: Tandi Lajos [szerk.]: Szegedtől Szegedig Antológia. Szeged; Bába Kiadó, 2010. 2. kötet 406–434.
- 48. „A Jézus elleni per megismeréseinek nehézségei”. In: Szécsi József [szerk.]: Keresztény–Zsidó Teológiai Évkönyv 2010. Budapest; Keresztény–Zsidó Társaság, 2011. 19–36.

#### 2011
- 49. „Gál Ferenc, a szisztematikus és biblikus teológus”. In: Szécsi József [szerk.]: Keresztény–Zsidó Teológiai Évkönyv 2011. Budapest; Keresztény–Zsidó Társaság, 2012. 7–22.
- 50. „Beda Venerabilis és a Biblia”. In: Simon T. László [szerk.]: Utolérnek téged a szavak – A hetvenéves Sulyok Elemér köszöntése. Pannonhalma; Bencés Kiadó, 2011. 46–59.
- 51. „Liszt Ferenc, az abbé”. In: Tandi Lajos [szerk.]: Szegedtől Szegedig Antológia. Szeged; Bába Kiadó, 2011. 316–334.
- 52. „Melkizedek és Krisztus papsága”. In: Minden kegyelem. A 65 éves Jakubinyi György érsek köszöntése. Budapest–Kolozsvár; 2011. 179–199.
- 53. „Jézus pere”. In: Peres Imre [szerk.]: Kezdetben volt az Ige. Tanulmánykötet Lenkeyné Semsey Klára tiszteletére 80. születésnapja alkalmából. Debrecen; 2011. 61–76.

#### 2012
- 54. „Jézus és a pénz”. In: Benyik György [szerk.]: Jézustól Krisztusig. 24. Nemzetközi Biblikus Konferencia (2012). Szeged; JATEPress, 2013. 41–54.
- 55. „Jézus és a farizeusok”. In: Szécsi József [szerk.]: Keresztény–Zsidó Teológiai Évkönyv 2012. Budapest; Keresztény–Zsidó Társaság, 2013. 16–30.
- 56. „Barnabás evangéliuma”. In: Apparatus Biblicus. Győr; 2012. 11–24.
- 57. „Jézus idézési módja a prófétákból”. In: Dobos Károly Dániel és Fodor György [szerk.]: Studia Theologica Budapestensia, 35., 181–198.
- 58. „Liszt Ferenc vallásossága és viszonya az egyházzenéhez”. In: Dombi Józsefné Kemény Erzsébet [szerk.]: Liszt–Mahler tanulmánykötet. Szeged; SZTE JGYPK Művészeti Intézet Ének–zene Tanszék, 2012. 82–96.
- 59. „Amerikai bibliakutatás”. In: Tandi Lajos [szerk.]: Szegedtől Szegedig Antológia. Szeged; Bába Kiadó, 2012. 299–328.

#### 2013
- 60. „Urban, rural and desert economy of Galilee in Jesus’ time”. In: Benyik, György [ed.]: The Bible and Economics. International Biblical Conference XXV (2013). Szeged; JATEPress, 2014. 57–70.
- 61. „Jézus és a nők”. In: Katolikus Kincses kalendárium 2013. Szeged; Agape, 2013. 33–48.; in: Tandi Lajos [szerk.]: Szegedtől Szegedig Antológia. Szeged; Bába Kiadó, 2013. 302–321.
- 62. „Ježiš a ženy”. In: Procházka Pavel [ed.]: Sub specie aeternitatis : zborník prác venovaných prof. Imre Peresovi k 60. narodeninám. Banská Bystrica, Zdruzenie evanjelikálnych cirkví v SR 2013, 20–41.
- 63. „Jesus and Money”. In: Storia e cristologia. La ricerca di Joseph Ratzinger – Benedetto XVI. Editio Vaticana 2013, Vol. II. 195–210.
- 64. „Jézus és a farizeusok tanítása”. In: Újszövetség és Eszkatológia. Tanulmánykötet Peres Imre tiszteletére 60. születésnapja alkalmából. Acta Theologia Debrecinensis (4.). Debreceni Református Hittudományi Egyetem, 2013. 89–106.
- 65. „Biblia és egyházjog”. In: Ünnepi kötet Blazovits László egyetemi tanár 70. születésnapjára. Szeged, 2013. 113–134.
- 66. „A hellenista bibliaértelmezés és hatása a kereszténységre”. In: Szécsi József [szerk.]: Keresztény-Zsidó Teológiai Évkönyv 2013. Budapest; Keresztény–Zsidó Társaság 2014. 17–39.

#### 2014
- 67. „Studiorum Novi Testmenti Societas (SNTS) 2014 Szeged”. In: Szécsi József [szerk.]: Keresztény–Zsidó Teológiai Évkönyv 2014. Budapest; Keresztény–Zsidó Társaság, 2014. 7–11.
- 68. „Hellenisztikus Bibliamagyarázat”. In: Terézvárosi Vallásközi Konferencia. Budapest; 2014

#### 2015
- 69. „A Septuaginta-kutatás fordulópontjai”. In: Szécsi József [szerk.]: Keresztény–Zsidó Teológiai Évkönyv 2015. Budapest; Keresztény–Zsidó Társaság, 2015

### Cikkek

#### 1994
- 1. „Isten vagy Qumrán küldte Krisztust?” Szeged; Délmagyarország, 1994

#### 1996
- 2. „A nevetés a Bibliában”. In: Korunk; 1996. I. Kolozsvár, 24–32.

#### 1998
- 3. „Jézus élt, Jézus él, Jézus élni fog!” In: Magyar szó (Újvidék), 1998. 04. 11. 7–8.

#### 2001
- 4. „Pannónia se hallgasson (Gellért püspök Deliberatio című művének forrásai)”. In: Pannonhalmi Szemle, 2001. (IX) 3/121–126.

#### 2003
- 5. A tékozló fiú parabolája. Vigilia, 2003/3. sz.
- 6. „Tánc a Bibliában”. In: Pannonhalmi Szemle, 2003. (XI) 2/7–13.

#### 2004
- 7. A Biblia nem rulett asztal, Új Ember, 2004. szeptember 26
- 8. „A Zsoltárok ószövetségi imádságoskönyv”. In: Református Szemle (Kolozsvár), 2004. 227–233.

#### 2005
- 9. „Katolikus teológus képzés Magyarországon”. In: Credo. Evangélikus műhely. Budapest; 2005. 3–4., 253–272.
- 10. „Fénnyel írt evangéliumok”. In: Új kép. Pedagógusok és szülők folyóirata. Újvidék, 2005 március. 35–46.

#### 2006
- 11. „Misszió avagy új evangelizáció a római katolikus egyházban”. In: Credo. Evangélikus műhely. Budapest; 2006. 49–73.
- 12. „A Biblia elterjedésének története a papírgyártástól az internetig”. In: Pannonhalmi Szemle, 2006. (XIV) 1/45–56.
- 13. „Zenei megjegyzések a Bibliában”. In: Vigilia, 2006 december

#### 2009
- 14. „Pál leveleinek hatástörténete”. In: Keresztény Magvető, 2009/1. 7–19.
- 15. „Pál leveleinek ókeresztény magyarázata és hatása nyugaton”. In: Deliberationes. Szeged, 2009. 29–44.

#### 2010
- 16. „Newman, a megtérő és a szent”. In: Keresztény Szó, 2010 július–augusztus

#### 2011
- 17. „A 20. századi bibliatudomány Észak-Amerikában”. In: Deliberationes, 2011/2. Szeged; Gerhardus kiadó, 2011. 5–21.

#### 2012
- 18. „Protestáns és katolikus bibliamagyarázat az USA-ban a XX. században (1)”. In: Teológia, 2012/1–2. 15–33.

#### 2013
- 19. „A Biblia mint a barátság kapuja”. In: Rotary Hungary Magazin; 2013 október. 3. sz. 25–27.
- 20. „Jézus Farizeus volt?” In: Keresztény Szó, 2013 január. 25–32.
- 21. „Történeti jézuskutatás és bibliakutatás az Egyesült Államokban”. In: Teológia; XLVII. 1–22.

#### 2014
- 22. „Shakespeare és a Biblia”. In: Keresztény Szó, 2014 július
- 23. „Vajon testellenes-e a kereszténység”. In: Keresztény Szó, 2014 augusztus
- 24. „A gyermekségtörténet ószövetségi idézetei”. In: Keresztény Szó, 2014 december

#### 2015
- 25. „Radnóti imakönyve”. In: Keresztény Szó (Kolozsvár), 2015 január
- 26. „Krisztus és Pál a szeretetről”. In: Keresztény Szó (Kolozsvár), 2015

### Interjúk

#### 2010
- 1. „A katolikus bibliatudomány nagy egyéniségei: Joachim Gnilka”. In: Benyik György [szerk.]: „Testben élünk”. Szegedi Nemzetközi Biblikus Konferencia 2010. Szeged; JATEPress, 2011. 281–299.
- 2. „A katolikus bibliatudomány nagy egyéniségei: Ulrich Luz”. In: Benyik György [szerk.]: „Testben élünk”. Szegedi Nemzetközi Biblikus Konferencia 2010. Szeged; JATEPress, 2011. 303–313.

#### 2011
- 3. „A bibliakutatás szemüvegei. Interjú Ulrich Luz professzorral”. In: Egyházfórum, 2011, 4. 45–52. o.
- 4. ”Interjú Farkasfalvy Dénes O. Cist apáttal, a Pápai Biblikus Bizottság tagjával”. In: Benyik György [szerk.]: Isteni bölcsesség, emberi tapasztalat. Szegedi Nemzetközi Biblikus Konferencia 2011. Szeged; JATEPress, 2012. 377–382.

#### 2012
- 5. „Interjú Peres Imrével”. In: Benyik György [szerk.]: Jézustól Krisztusig. 24. Nemzetközi Biblikus Konferencia (2012). Szeged; JATEPress, 2013. 297–306.
- 6. „Interjú Jutta Hausmannal”. In: Benyik György [szerk.]: Jézustól Krisztusig. 24. Nemzetközi Biblikus Konferencia (2012). Szeged, JATEPress 2013, 281–283.

### Fordítások

#### Latin nyelvből
- 1. Aquinói Szent Tamás: Catena Aurea I. Kommentár Máté evangéliumához. Szeged; JATEPress, 2000. (840 o.) (Lázár István Dáviddal közösen.)
- 2. Aquinói Szent Tamás: Jézus Krisztus szent evangéliuma Máté szerint (1–2. fejezet). Szegedi Hittudományi Főiskola–JATEPress, 1996. (106 o.) (Lázár István Dáviddal és Nagy Lászlóval közösen.)

#### Olasz nyelvből
- 1. Rasco, Emilio S. J.: „Az apostolok cselekedeteivel kapcsolatos kutatás legalapvetőbb szakaszai”. In: Benyik György [szerk.]: Az apostolok cselekedetei. Szent Pál levelei a korintusiakhoz. Szegedi Biblikus Konferencia 1993–1994. Szeged; JATEPress, 1995. 7–29.
- 2. Vanni, Ugo: „A korintusi levelezés: mérleg és távlatok”. In: Benyik György [szerk.]: Az apostolok cselekedetei. Szent Pál levelei a korintusiakhoz. Szegedi Biblikus Konferencia 1993–1994. Szeged; JATEPress, 1995. 91–108.
- 3. Corti, Gianluigi.: „A teremtés gondolata Deutero-Izajásnál”. In: Benyik György [szerk.]: A messiási kérdés. Szegedi Biblikus Konferencia 1995. Szeged; JATEPress, 1997. 9–13.

#### Német nyelvből
- 1. Kremer, Jacob: „Krisztus feltámadása az Újszövetségben”. In: Benyik György [szerk.]: Apokalipszis. A föltámadás. Biblikus konferencia 1991–1992. Szeged; JATEPress, 1993. 57-61.
- 2. Gnilka, Joachim: „Jézus mint a csodás gyógyító. A történelem tanúságtétele”. In: Benyik György [szerk.]: Csoda-elbeszélések. Szegedi Biblikus Konferencia 1998. Szeged; JATEPress, 2000. 19–33.
- 3. Kertelge, Karl: „A hit és csoda Márk evangéliumában”. In: Benyik György [szerk.]: Csoda-elbeszélések. Szegedi Biblikus Konferencia 1998. Szeged; JATEPress, 2000. 43–50.
- 4. Kremer, Jacob: „Jézus gyógyításai az újabb értelmezések szerint”. In: Benyik György [szerk.]: Csoda-elbeszélések. Szegedi Biblikus Konferencia 1998. Szeged; JATEPress, 2000. 51–58.
- 5. Lindemann, Andreas: „Jézus és az apostolok mint csodatévők”. In: Benyik György [szerk.]: Csoda-elbeszélések. Szegedi Biblikus Konferencia 1998. Szeged; JATEPress, 2000. 71–84.
- 6. Meiser, Martin: „A bibliai csodaszövegek formatörténeti kutatása”. In: Benyik György [szerk.]: Csoda-elbeszélések. Szegedi Biblikus Konferencia 1998. Szeged; JATEPress, 2000. 85–100.
- 7. Schreiber, Stefan: „Pál csodatételeinek teológiai jelentősége Az apostolok cselekedeteiben”. In: Benyik György [szerk.]: Csoda-elbeszélések. Szegedi Biblikus Konferencia 1998. Szeged; JATEPress, 2000. 125–138.
- 8. Untergassmair, F. G.: „’Meglátogatta népét az Isten’, avagy Jézus csodatevő működése. A naimi ifjú feltámasztása (Lk 7,11–17)”. In: Benyik György [szerk.]: Csoda-elbeszélések. Szegedi Biblikus Konferencia 1998. Szeged; JATEPress, 2000. 163–170.
- 9. Gnilka, Joachim: „Az esszénusok szent étkezései”. In: Benyik György [szerk.]: Qumran és az Újszövetség. Szegedi Biblikus Konferencia 1999. Szeged; JATEPress, 2001. 37–48.
- 10. Schwanck, Benedikt OSB: „Személyes élményeim Qumránban 1947–1967”. In: Benyik György [szerk.]: Qumran és az Újszövetség. Szegedi Biblikus Konferencia 1999. Szeged; JATEPress, 2001. 59–70.
- 11. Ordon, Hubert SDS: „A qumráni pneumatológia”. In: Benyik György [szerk.]: Qumran és az Újszövetség. Szegedi Biblikus Konferencia 1999. Szeged; JATEPress, 2001. 119–128.
- 12. Horn, Friedrich: „Karizma és az értelem a Róm. 12-ben”. In: Benyik György [szerk.]: Hatalom és Karizma. Szegedi Biblikus Konferencia 2000. Szeged; JATEPress, 2003. 73–82.
- 13. Gnilka, Joachim: „Péter szolgálata – Az újszövetségi megalapozás”. In: Benyik György [szerk.]: Hatalom és Karizma. Szegedi Biblikus Konferencia 2000. Szeged; JATEPress, 2003. 29–38.
- 14. Richter, Hans-Friedemann: „A Gonosz az emberben. A Teremtés 6,5 és 8,21 szellemtörténeti jelentéséhez”. In: Benyik György [szerk.]: Hatalom és Karizma. Szegedi Biblikus Konferencia 2000. Szeged; JATEPress, 2003. 111–130.
- 15. Wrege, Hans-Theo: „Jézus és a Lélek. Mk 3,28/Lk 12,10/Mt 12,32, Tamás-evangélium 44 és Didakhé 11,7 alapján”. In: Benyik György [szerk.]: Hatalom és Karizma. Szegedi Biblikus Konferencia 2000. Szeged; JATEPress, 2003. 165–170.
- 16. Luz, Ulrich: „Júdás az Újszövetségben”. In: Benyik György [szerk.]: Szenvedéstörténet. Nemzetközi Biblikus Konferencia 2005. Szeged; JATEPress, 2006. 91–102.
- 17. Gnilka, Joachim: „Jézus perének jogtörténeti rekonstrukciója”. In: Benyik György [szerk.]: Szenvedéstörténet. Nemzetközi Biblikus Konferencia 2005. Szeged; JATEPress, 2006. 29–38.
- 18. Cifrak, Mario OFM: „Péter és Jakab az ún. ‘apostoli zsinaton’ Jeruzsálemben (ApCsel 15)”. In: Benyik György [szerk.]: Mózes törvénye, Krisztus törvénye.
- 19. Szegedi Nemzetközi Biblikus Konferencia 2006. Szeged, JATEPress 2007, 61–68.
- 20. Hausmann, Jutta: „A Tízparancs – egy univerzális etika?”. In: Benyik György [szerk.]: Mózes törvénye, Krisztus törvénye. Szegedi Nemzetközi Biblikus Konferencia 2006. Szeged; JATEPress, 2007. 97–106.
- 21. Gnilka Joachim: „A bölcsesség Izraelben”. In: Benyik György [szerk.]: Isteni bölcsesség – emberi tapasztalat. Szegedi Nemzetközi Biblikus Konferencia 2011. Szeged; JATEPress, 2012. 87–94.
- 22. Luz, Ulrich: „Szofia, Logosz és a ‘Szétváló utak’”. In: Benyik György [szerk.]: Isteni bölcsesség – emberi tapasztalat. Szegedi Nemzetközi Biblikus Konferencia 2011. Szeged; JATEPress, 2012. 187–198.
- 23. Marböck, Johannes: „A bölcsesség bentlakása és a főparancs. A hagyomány kreatív alakítása Sirák fia könyvében”. In: Benyik György [szerk.]: Isteni bölcsesség – emberi tapasztalat. Szegedi Nemzetközi Biblikus Konferencia 2011. Szeged; JATEPress, 2012. 199–205. (Csernai Balázzsal közösen.)

#### Angol nyelvből
- 1. Richard J. Clifford: „A kivonulás könyve”. In: Jeromos Bibliakommentár I. Budapest; Jeromos Katolikus Bibliatársulat, 2002. 103–126.
- 2. Brož, Jaroslav: „Melkizedek alakja A zsidókhoz írt levélben és Qumránban”. In: Benyik György [szerk.]: Qumran és az Újszövetség. Szegedi Biblikus Konferencia. 1999. Szeged; JATEPress, 2001. 49–58.